# Handley Page HP.88
El Handley Page HP.88 fue un avión de investigación británico, construido a principios de los años 50 por Handley Page para probar la aerodinámica del diseño del ala creciente del Handley Page Victor, y estaba pensado para que fuera una versión subescalada de este.

## Diseño y desarrollo
El único avión HP.88 fue diseñado para cubrir la Especificación E.6/48 por una bancada aerodinámica para el propuesto bombardero V Handley Page Victor.
Para ahorra tiempo y costes, se decidió basar el fuselaje en el del Supermarine Attacker. Esto se cambió al del Supermarine Swift, que ya había sido rediseñado con un ala en flecha. En este caso, los muchos cambios condujeron a que Supermarine diera al diseño su propia designación como Supermarine 521. El diseño en detalle fue subcontratado con General Aircraft (GAL) en el Aeródromo de Hanworth, pero después de que GAL se fusionara con Blackburn, los trabajos se trasladaron al Aeródromo de Brough y al diseño se le dio la designación YB-2 de Blackburn/SBAC. Al avión se le asignó la matrícula militar VX330.
El HP.88 poseía un equivalente subescalado al 36% del ala creciente y cola en T con plano fijo del Victor. Sin embargo, donde el Victor tenía un ala media, el Type 521 llevaba el ala baja en el fuselaje. Además, el diseño del Victor siguió siendo refinado, por lo que el HP.88 dejó de ser representativo de aquel. El ala del HP.88 presentaba flaps del borde de fuga interior, que afectaban negativamente al equilibrado cuando se desplegaban. El plano de cola era demasiado pequeño para contrarrestar el cambio de equilibrio, por lo que se desarrolló un sistema donde los alerones subían juntos para equilibrar las fuerzas de desequilibrio. El sistema era totalmente automático y sin intervención del piloto, y en caso de cualquier fallo, todas las superficies volvían a sus posiciones normales. El bloqueo de los alerones en la posición arriba fue una técnica usada durante las pruebas de flameo en el segundo prototipo del Victor. La velocidad de flameo del empenaje dependía críticamente de la carga de aire estable sobre el plano de cola. Con ambos alerones bloqueados en la posición arriba, la distribución de la presión alrededor del ala se alteraba, de ahí la carga de compensación requerida del plano de cola.
El fuselaje de Supermarine fue entregado en la fábrica de Blackburn en Brough, donde fue modificado y equipado con el ala. El HP.88 completado fue llevado por carretera hasta Carnaby, cerca de Bridlington, donde fue volado por primera vez el 21 de junio de 1951. Las pruebas de Blackburn revelaron oscilaciones de cabeceo a velocidades superiores a los 230 nudos. Modificaciones en el plano de cola le dieron un comportamiento aceptable, con sólo oscilaciones menores, a 450 nudos (Mach 0,82). El HP.88 fue entregado a Handley Page y el 6 de agosto de 1951 fue volado hasta Stansted para realizar más pruebas.
El 26 de agosto, en preparación para la Muestra Aérea de SBAC de 1951 en Farnborough, el HP.88 llevó a cabo una pasada a alta velocidad a 300 pies sobre Stansted, y se vio que comenzaba una oscilación de cabeceo antes de romperse en el aire. El grabador de vuelo, "caja negra", mostró posteriormente aceleraciones de cabeceo de +/-12 g. La causa fue encontrada en una inestabilidad del servo del sistema de control del plano de cola que implicaba a un contrapeso que había sido añadido como medida de seguridad. El HP.88 sólo había volado 14 h en 26 salidas en una vida de justo 36 días, y tuvo poco tiempo para recabar información útil, pero la pérdida del avión tuvo poca relevancia para el proyecto del bombardero V; dos prototipos del Victor ya estaban cerca de su finalización en la época del primer vuelo del HP.88.

## Especificaciones (HP.88)
Referencia datos: Jane's Pocket Book of Research and Experimental Aircraft

### Características generales
- Tripulación: Uno (piloto)
- Longitud: 12 m (39,4 ft)
- Envergadura: 12 m (39,4 ft)
- Superficie alar: 26,4 m² (284,2 ft²)
- Perfil alar: raíz: 16% Modified RAE Airfoil; punta: 6% Modified RAE Airfoil[3]
- Peso vacío: 5275 kg (11 626,1 lb)
- Peso cargado: 6641 kg (14 636,8 lb)
- Planta motriz: 1× turborreactor de flujo centrífugo Rolls-Royce Nene 102.
  - Empuje normal: 21,2 kN (2162 kgf; 4766 lbf) de empuje.

### Rendimiento
- Velocidad máxima operativa (Vno): Mach 0,9
- Empuje/peso: 0,3

## Aeronaves relacionadas

### Desarrollos relacionados
- Handley Page Victor

### Aeronaves similares
- Avro 707

### Secuencias de designación
- Secuencia HP._ (interna de Handley Page): ← HP.85 - HP.86 - HP.87 - HP.88 - HP.89 - HP.90 - HP.91 →
- Secuencia Numérica (interna de Supermarine): ← 518 - 519 - 520 - 521 - 522 - 523 - 524 →